# Molina & Johnson
Molina & Johnson är ett kollaborativt studioalbum av Jason Molina (Songs: Ohia, Magnolia Electric Co.) och Will Johnson (Centro-matic). Skivan utgavs 2009 på Secretly Canadian.

## Låtlista
1. "Twenty Cycles to the Ground"
2. "All Falls Together"
3. "All Gone, All Gone"
4. "Almost Let You In"
5. "In the Avalon/Little Killer"
6. "Don't Take My Night from Me"
7. "Each Star Marks a Day"
8. "Lenore's Lullaby"
9. "The Lily and the Brakeman"
10. "Now, Divide"
11. "What You Reckon, What You Breathe"
12. "For as Long as It Will Matter"
13. "34 Blues"
14. "Wooden Heart"